# Преображенка (Ленінградська область)
Преображенка (рос. Преображенка) — селище у Кінгісеппському районі Ленінградської області Російської Федерації.
Населення становить 70 осіб. Належить до муніципального утворення Усть-Лужське сільське поселення.

## Історія
Згідно із законом від 28 жовтня 2004 року № 81-оз належить до муніципального утворення Усть-Лужське сільське поселення.

## Населення
| 2007 | 2010 | 2017 |
| ---- | ---- | ---- |
| 105  | ↗143 | ↘70  |